# عبد الله محمد كامل
عبد الله محمد كامل هو سياسي جيبوتي، ولد في 1936 في أبخ في جيبوتي. حزبياً، نشط في التجمع الشعبي من أجل التقدم. وقد انتخب رئيس وزراء جيبوتي.